# Lada Terra (quadrangle)

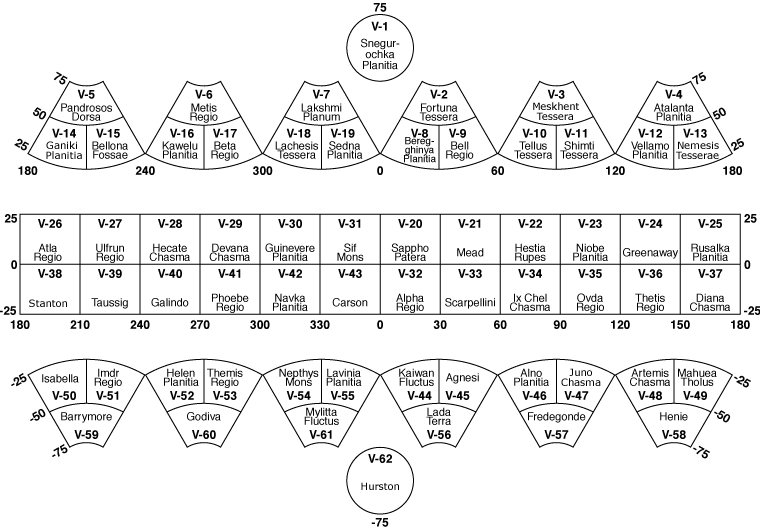
Quadrangles op Venus op schaal 1 : 5.000.000

Lada Terra (V–56; breedtegraad 50°–75° S, lengtegraad 0°–60° E) is een quadrangle op de planeet Venus. Het is een van de 62 quadrangles op schaal 1 : 5.000.000. Het quadrangle werd genoemd naar de gelijknamige landmassa die op zijn beurt is genoemd naar de Slavische godin van de liefde Lada.

## Geologische structuren in Lada Terra
Chasmata
- Chang Xi Chasmata
- Hanghepiwi Chasma
- Kov-Ava Chasma
- Seo-Ne Chasma
- Sutkatyn Chasmata
- Tsects Chasma

Coronae
- Demvamvit Corona
- Dyamenyuo Corona
- Eithinoha Corona
- Ekhe-Burkhan Corona
- Okhin-Tengri Corona
- Otygen Corona
- Quetzalpetlatl Corona
- Sarpanitum Corona
- Toyo-uke Corona

Dorsa
- Asiaq Dorsa
- Kuldurok Dorsa

Fossae
- Yenkhoboy Fossae

Fluctus
- Kaiwan Fluctus
- Ubastet Fluctus

Inslagkraters
- Akosua
- Berggolts
- Caitlin
- Danute
- Dinah
- Erxleben
- Flagstad
- Guilbert
- Hsueh T'ao
- Kollado
- Marsh
- Pychik
- Rand
- Tuyara
- Von Siebold

Montes
- Erzulie Mons
- Kshumay Mons
- Loo-Wit Mons

Plana
- Astkhik Planum

Planitiae
- Aibarchin Planitia
- Mugazo Planitia

Rupes
- Vaidilute Rupes

Terrae
- Lada Terra

Tesserae
- Cocomama Tessera
- Lhamo Tessera

Tholi
- Ndara Tholus
- Podaga Tholus

Valles
- Apisuahts Vallis
- Kallistos Vallis
- Ngyandu Vallis